# Olga Demetriescu
Olga Demetriescu este o cântăreață și artistă germană. Născută în jurul anului  1910, este a doua soție a pianistului român Theophil Demetriescu cu care s-a căsătorit în Germania și de care a divorțat în 1934. Fiind evreică, a emigrat în Suedia, unde s-a măritat cu un anume von Liechtenstein, de care a divorțat spre sfârșitul războiului, reluându-și numele de Demetriescu. A fost creditată uneori și sub numele de Olga von Demetriescu.
A studiat în Franța cu Lucien Amatore, debutând, după sfârșitul războiului, în 27 noiembrie 1945 într-un concert la Copenhaga. 
A jucat în diferite producții pentru televiziune printre care Piața Aster, ora 10 și 6 minute ("Asterplatz 10 Uhr 6), transmisă în 1969. în episodul Alte Kameraden (Vechi camarazi) din serialul de televiziune Der Alte (cunoscut și sub denumirile Vulpea sau Inspectorul Kress) transmis la 12 octombrie 1979 și în filmul Fii tandru, piguinule (Sei zärtlich Pinguin) - 1982. De asemenea a participat la transmisia piesei polițiste radiofonice Mori frumos odată cu Shakespeare ("Stirb schön mit Shakespeare"). A mai jucat în filmul Mlad i zdrav kao ruza (Tânăr și sănătos ca un trandafir) produs în Yugoslavia în 1971.
Rolul pentru care este menționată de cele mai multe ori este cel al Aleksandrei Kollontai din filmul Iubirea roșie (Rote Liebe). Filmul, a cărui premieră a avut loc în 1981 era regizat de regizorul german Rosa von Praunheim (Holger Mischwitzky). Titlul filmului este cel al unui roman al Aleksandrei Kollontai, deși acțiunea romanului însuși ocupă doar o parte relativ redusă din film (fiind complet eliminată într-o versiune scurtată din 1982). Filmul prezintă însă o discuție fictivă între Aleksandra Kollontai, activistă pentru drepturile femeii în timpul revoluției socialiste din Rusia și Helga Goetze activistă germană pentru liberarea sexuală a femeilor din perioada postbelică.
1. ↑  WorldCat Entities, accesat în 21 ianuarie 2025